# Гребенів
Гребéнів — село в Україні, у Стрийському районі Львівської області. Населення становить 593 особи.
Село лежить на висоті 492 м, за 121 км від Львова, за 8 км на південний захід від міста Сколе.

## Географія
У селі гірські потоки Дерешин та Гребеновець впадають у річку Опір.

## Назва
Навколо села підносяться вершини гір, які мають куполоподібну форму, ніби гребенем оточуючи долину і населений пункт. Звідси і походить назва «Гребенів». Ще за одною версією, назва села Гребенів походить від «гребенів» з піску та каміння на річці Опір. Є й третя версія про походження назви села. Зі Сколе в цю місцевість приїжджав Гребеняк, можливо Гребінь. Він і заснував село, яке назвали «Гребенів».

## Історія
Село Гребенів згадується в XVI столітті. За народними переказами його заснував Пороховник. Прізвище його не зберегли, а кличку отримав від того, що займався випалюванням пороху. За часів Київської Русі в долині річки проходив шлях в Угорщину. Дорога проходила від Святослава через територію сучасного Гребенова, Тухлі та Ялинкувате і далі за перевал. Про цей шлях добре знають і теперішні жителі «Сколівських Бескид». По ньому відступало військо князя Святослава Володимировича, рятуючись від Святополка І в 1015 році. При в'їзді до села відбулася битва, у якій загинув князь Святослав, у зв'язку з цим і була названа долина на його честь. На березі річки висипаний курган — могила князя. Достовірність цього факту підтверджена археологічними розкопками, які проводилися Львівським університетом під керівництвом професора Олексія Ратича (1967 р.) — тому друга версія про походження села пов'язана з Святославом. Всі загиблі були поховані в полі, де тепер простягається село. А оскільки слова «захоронення» і «погребення» є тотожними. Звідси і Гребенів — місце, де погребені воїни.
За часів Київської Русі згадки про село немає. Але існувало поселення в долині річки Зелем'янка і її приток. Городище відносять до XIII ст. Про походження такого поселення підтверджують історичні архівні матеріали. Це поселення, можливо, належало Тухольській громаді, про яку написав І. Я. Франко в повісті «Захар Беркут». Вперше село згадується в дослідженнях польського історика і етнографа Яблонського в 1589 році. Ця дата згадана і в списку галицьких парафій XII-XVII ст., а саме в XVI ст. Гребенів належав до володінь князів Острозьких, пізніше володіння перейшли до Потоцьких. У 1859 році Потоцький продав Сколівські землі з усією Тухольщиною графу Євгену Кінському. Село в XVIII —XIX ст. було невелике. За розрахунками в 1869 році в ньому було 47 домів, 231 мешканців.
Про ті часи, коли Галичина була в складі Речі Посполитої, відомостей про село мало. Зате збереглися історичні відомості про панування на Галичині Австрійської, а згодом Австро-Угорської імперій. Село було невелике. Люди селились в основному в долині річки Опір. Займались скотарством, землеробством. За часів кріпацтва селяни виконували повинності, відробляли панщину, здавали оброк. Про те, що панщина була поширена і в гірській місцевості, нагадує пам'ятний хрест в селі, на якому записано про скасування панщини в 1848 р. В 1886 році підприємці Гредель і Шмідт купили у графа Кінського 34,5 тис. га лісу. Навколо села почали вестися лісорозробки, на яких було зайнято багато селян. Вони працювали лісорубами, трелювали ліс на склади, підвозили до залізниці. Залізницю проклали через село в 70-х роках XIX ст. Вона йшла через Карпати в Австрію. Про будівництво залізниці збереглося багато розповідей, навіть фотографій. Життя горян було важким, заробіток мізерний.
Гребенів розвинувся в 20-30 роках XX ст., коли на базі місцевих мінеральних вод заснували курорт. Село прикрасили котеджі відпочивальників, було впорядковано лісові насадження, обладнано пляжі, благоустроєно вулиці. Відпочивало і лікувалося на курорті близько 2500 чоловік за сезон. Наймали курортні бази приватним власникам, серед яких виділялися брати Шматери. В 1906 році ними було відкрито санаторій на Зелем'янці, на базі розсольних вод джерела. Побудувавши красиві й зручні пансіонати, Йовжі Шматера запросив до праці висококваліфікованих лікарів, дав роботу багатьом людям з Гребенова. Тут можна було приймати не тільки лікувальні ванни, але й добре відпочити. У 1912 році тут лікувалося 200 курортників. В 1906 році мінеральну воду було проаналізовано у лабораторії спілки австрійських аптекарів у Відні і визнано її високу цінність. Одночасно хіміки встановили неабияку цінність вод джерела «Порай». Повторно води Зелем'янки вивчалися у 1926 р. доцентом лікарської хімії Львівського університету Генріхом Рубенбауером, і визнано аналогічними Івощчу. Лікували тут не тільки кістково-м'язові недуги, але й хвороби нервової системи. Правда, під час Першої світової війни австрійська влада на деякий час реквізувала санаторій, перетворивши його в реабілітаційний центр та кліматичний курорт для поранених. Але вже за панування Польщі «Шматерівка», як лікувальний курорт, знову належав Шматерам-синам і приймала на лікування всіх охочих. У 1936 році тут щоденно видавалося 150 ванн для хворих. З економічним розвитком села пов'язане й культурне та духовне піднесення. В Гребеневі розгорнулася просвітницька робота. Вона координувалась місцевим будинком «Просвіта». Діяла читальня, відкрита у 1898 році. Проіснувала вона до 1938 року.

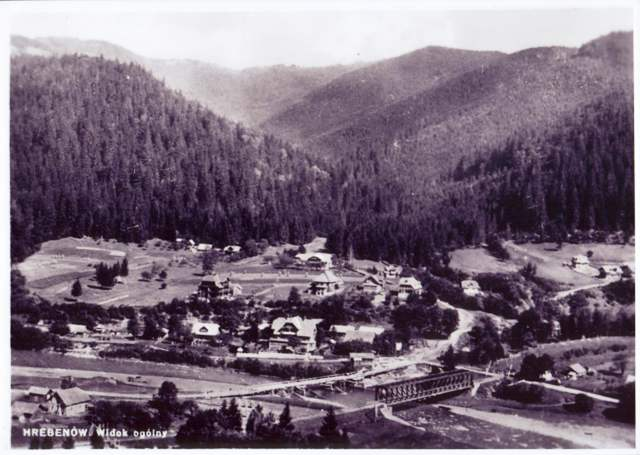
Гребенів на початку XX століття
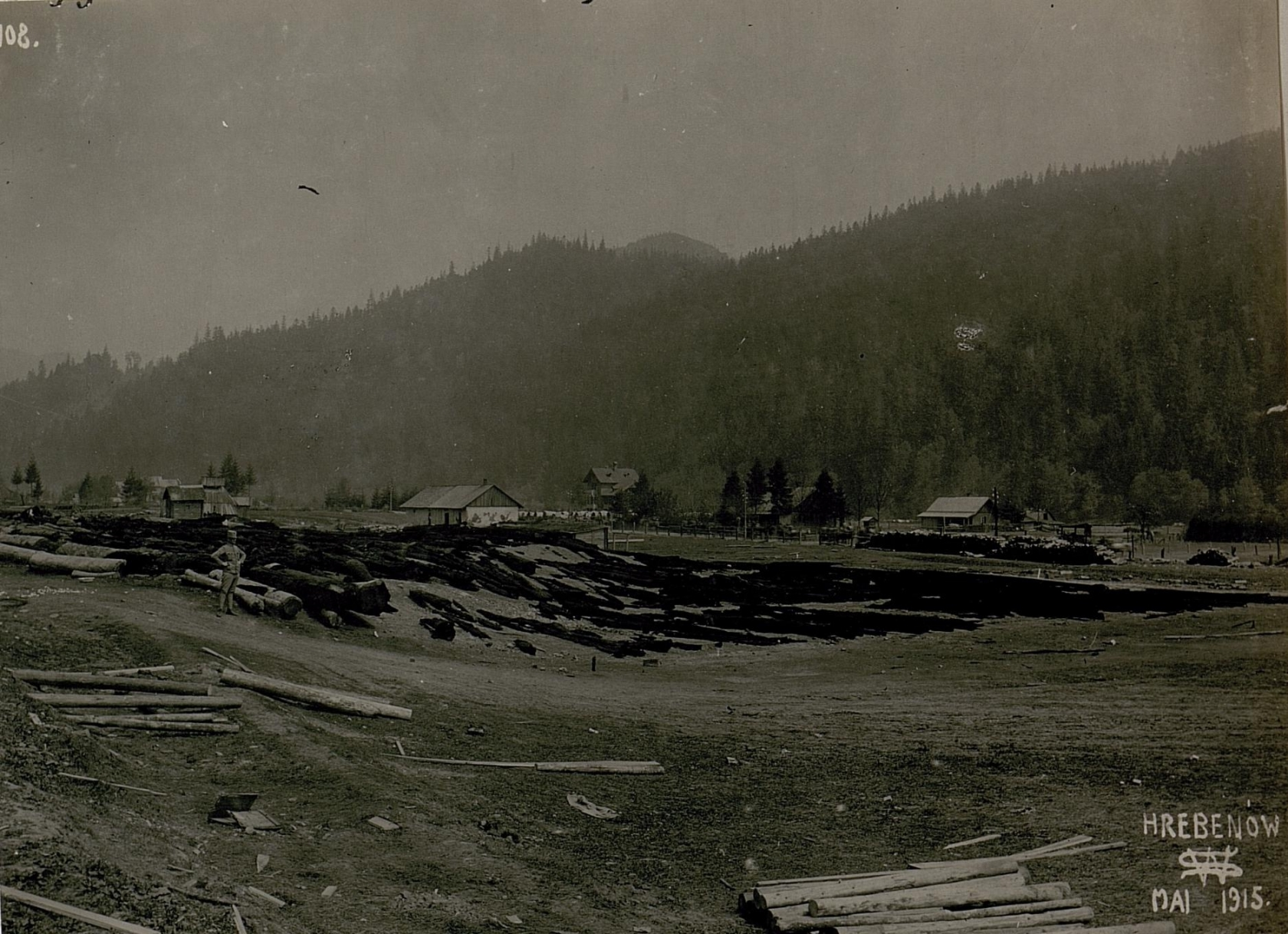
Спалений вокзал у селі (1915 рік)
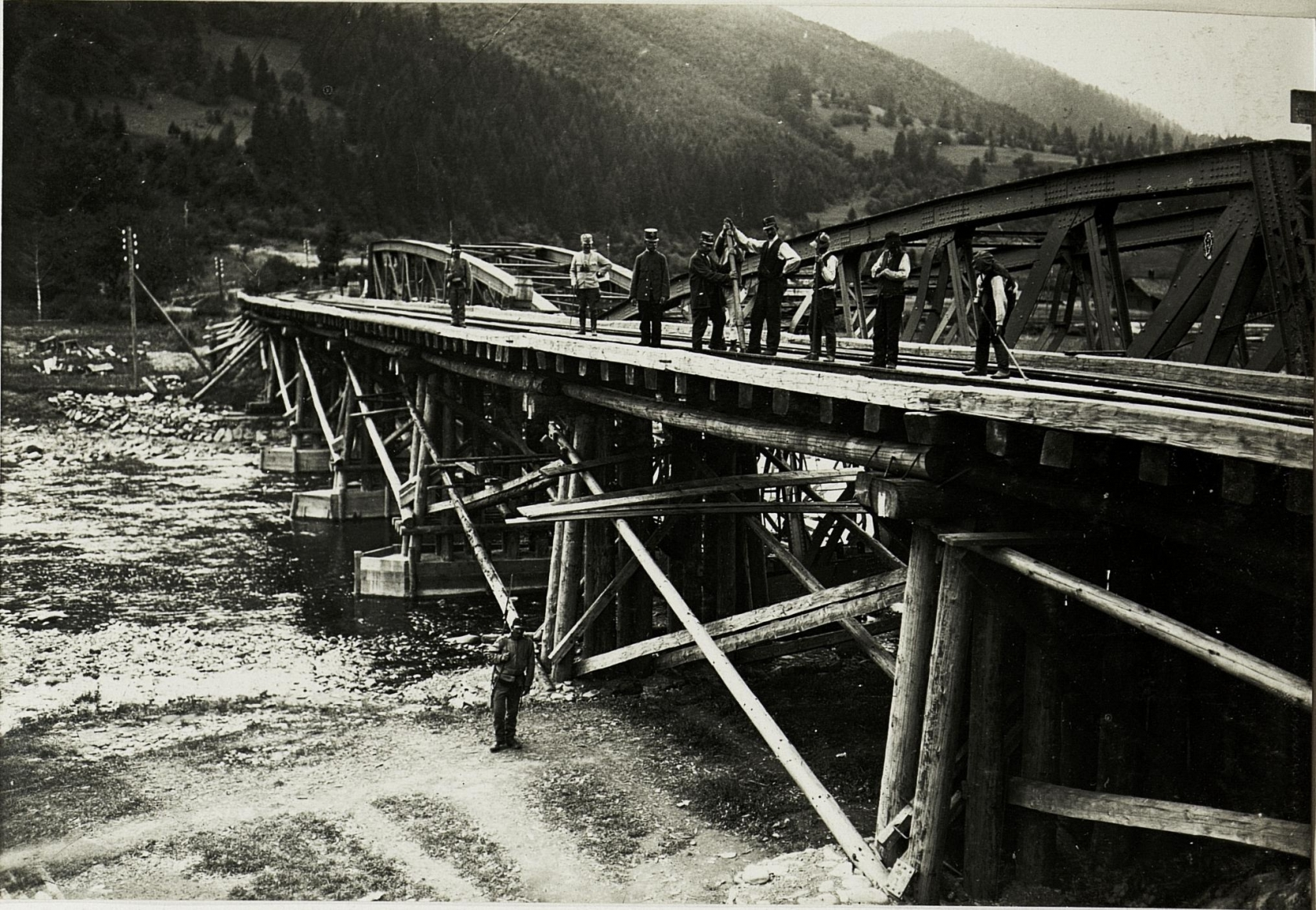
Реконструйований міст (1915 рік)
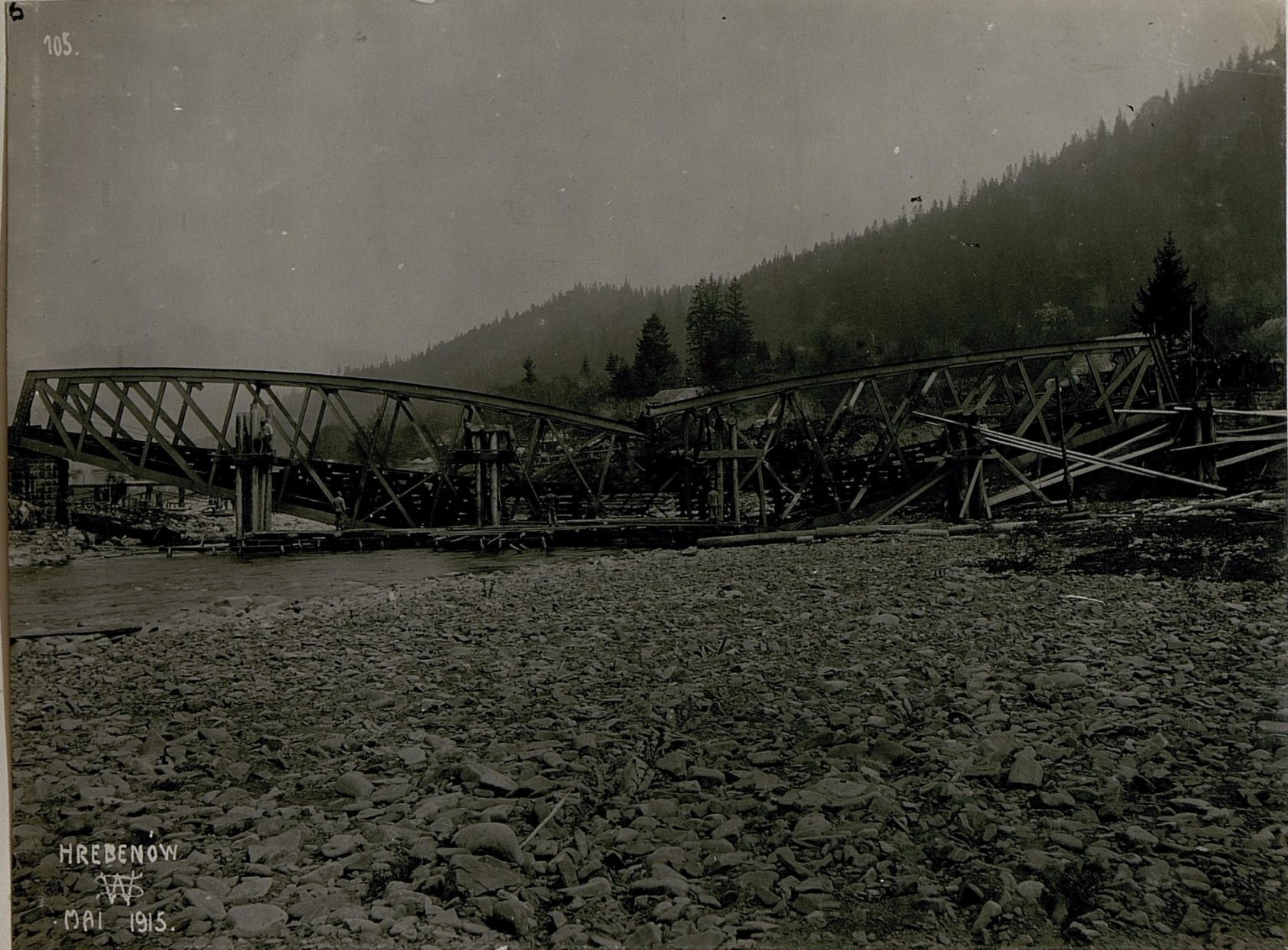
Зруйнований залізничний міст (1915 рік)

## Населення
Згідно з переписом УРСР 1989 року чисельність наявного населення села становила 579 осіб, з яких 288 чоловіків та 291 жінка.
За переписом населення України 2001 року в селі мешкали 554 особи.

### Мова
Розподіл населення за рідною мовою за даними перепису 2001 року:
| Мова       | Відсоток |
| ---------- | -------- |
| українська | 98,82 %  |
| російська  | 0,84 %   |
| молдовська | 0,17 %   |

## Пам'ятки
Недалеко від Гребенова, на правому березі річки Опір за залізничним мостом, знаходиться могила князя Святослава Володимировича. В цих місцях археологами було знайдено багато речей і знарядь праці, рештки зброї з ХІ-ХІІ ст.
Серед архітектурних пам'яток є вілла 1929р та Церква Благовіщення Пресвятої Богородиці. Колись на цій віллі проводив духовні навчання та лекції митрополит Андрей Шептицький. А сама церква збудована за проєктом архітектора Лева Левинського замість згорілої у 1923 р. дерев'яної церкви. Церква знаходиться біля правого берега річки Опір.
Також поблизу є мінеральні джерела, найбільше з яких розташоване на Зелем'янці.
На захід від села знаходиться заповідне урочище (лісове) місцевого значення Головецьке.

## Транспорт
У Гребенові розташована залізнична станція лінії Львів-Стрий-Сколе-Мукачеве, на станції зупиняються всі приміські електропоїзди і деякі пасажирські. Через село також проходить автодорога до смт Славське — відомого гірськолижного курорту. Гребенів лежить у вузькій долині річки Опір. Звідси зручно підніматися на декілька вершин хребта Зелем'янки (гори Зелемін, Плішка, Кудрявець, Лопата, На Беньках). У селі швидко розвивається зелений туризм, функціонує кілька будинків відпочинку.

## Відомі люди
- Євген Давидяк — уродженець села, правознавець, адвокат, третій ректор Українського таємного університету, захисник обвинувачених на львівському процесі 1936 року діячів ОУН, зокрема, Степана Бандери.[5]

## Фотографії

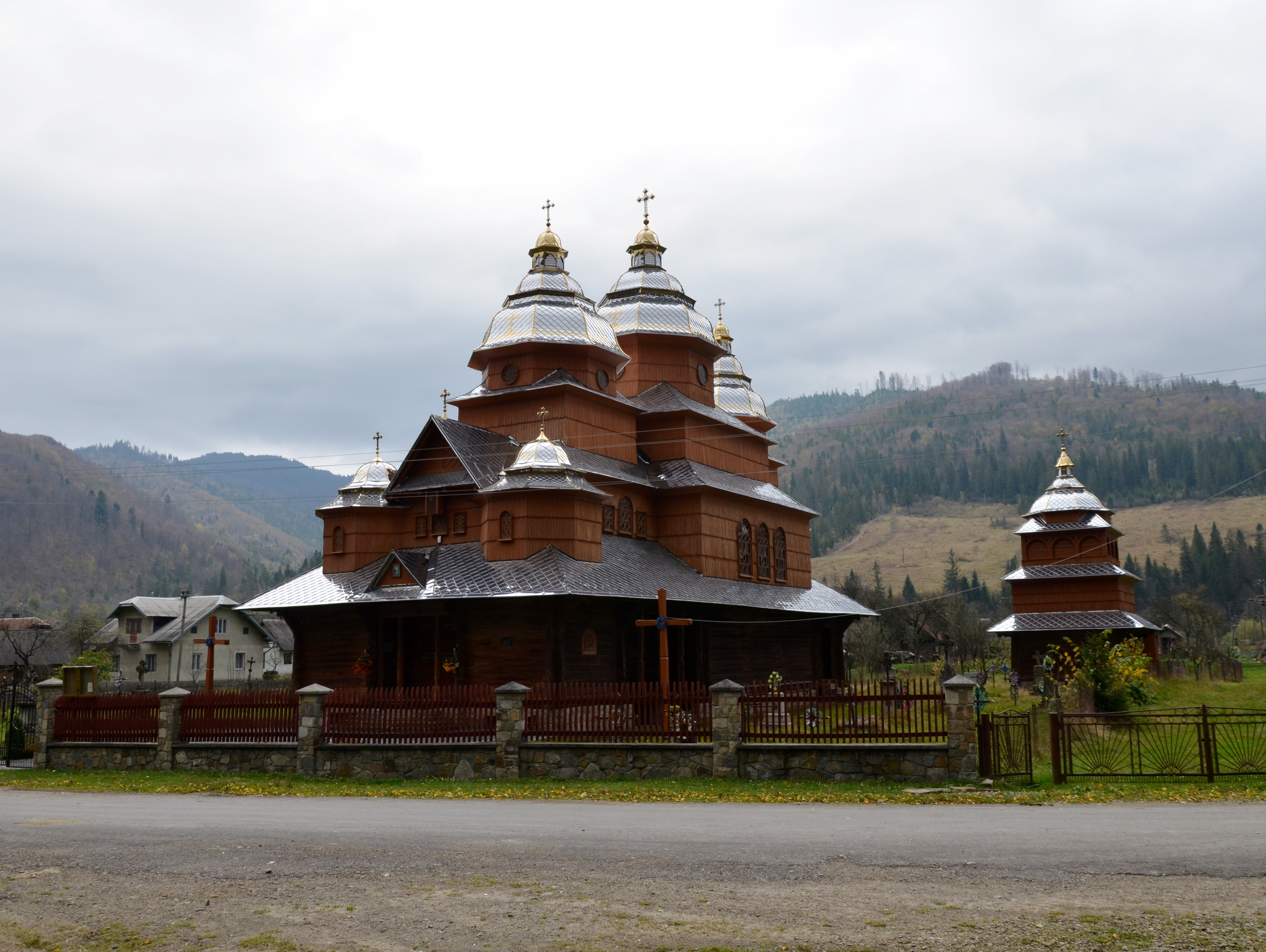
Церква Благовіщення Пресвятої Богородиці у Гребенові
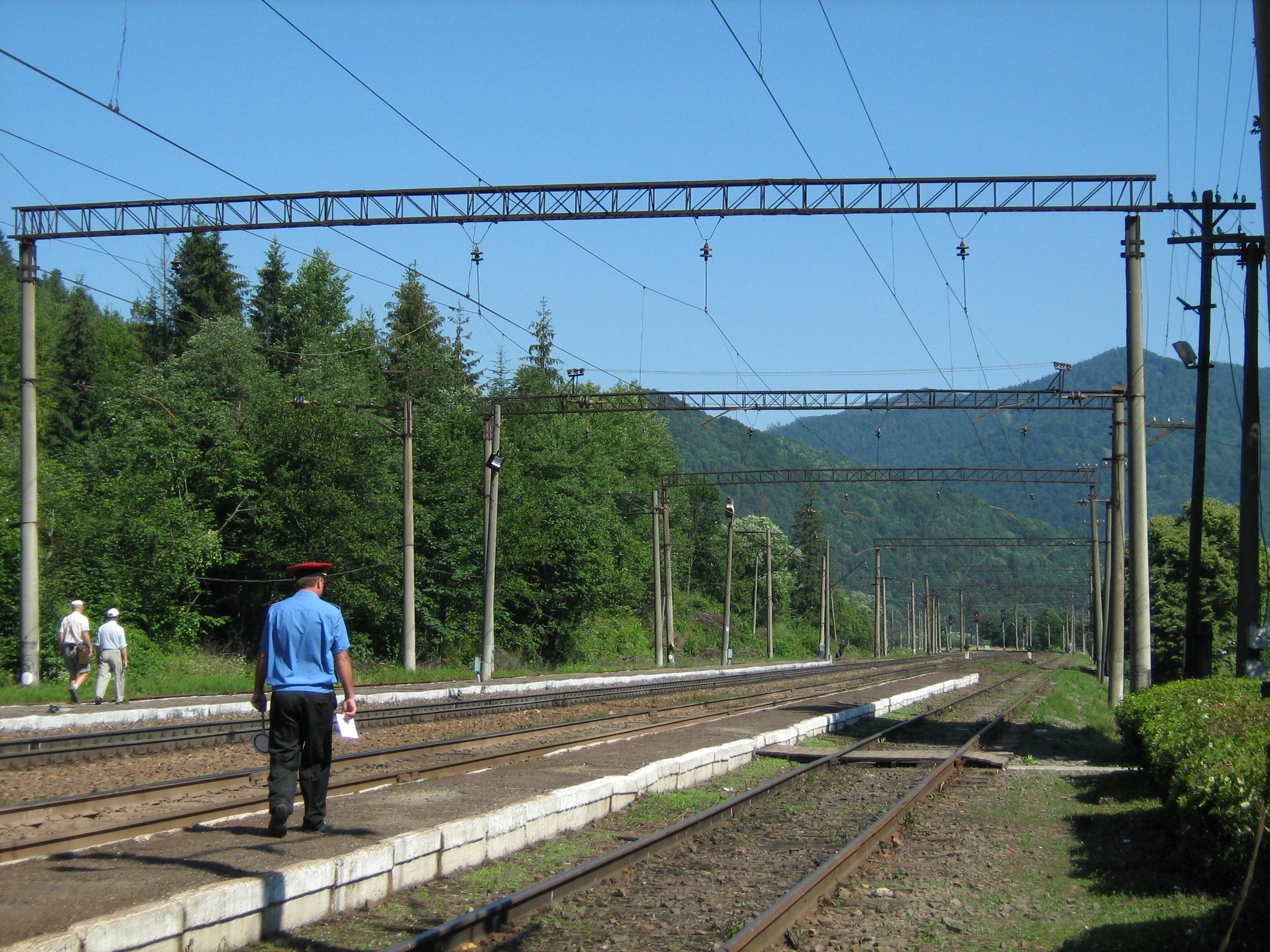
На станції «Гребенів»
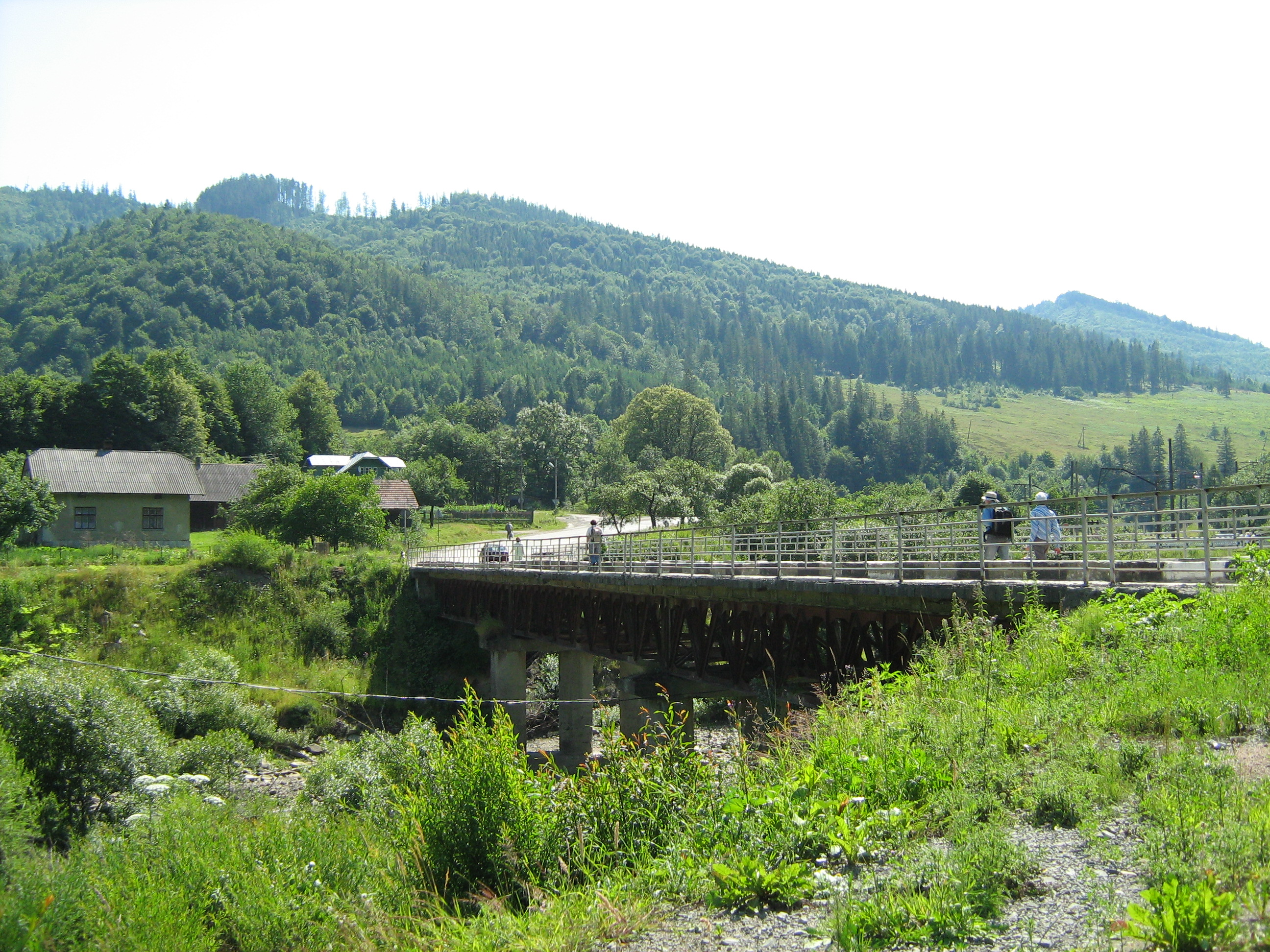
Автомобільний міст через р. Опір
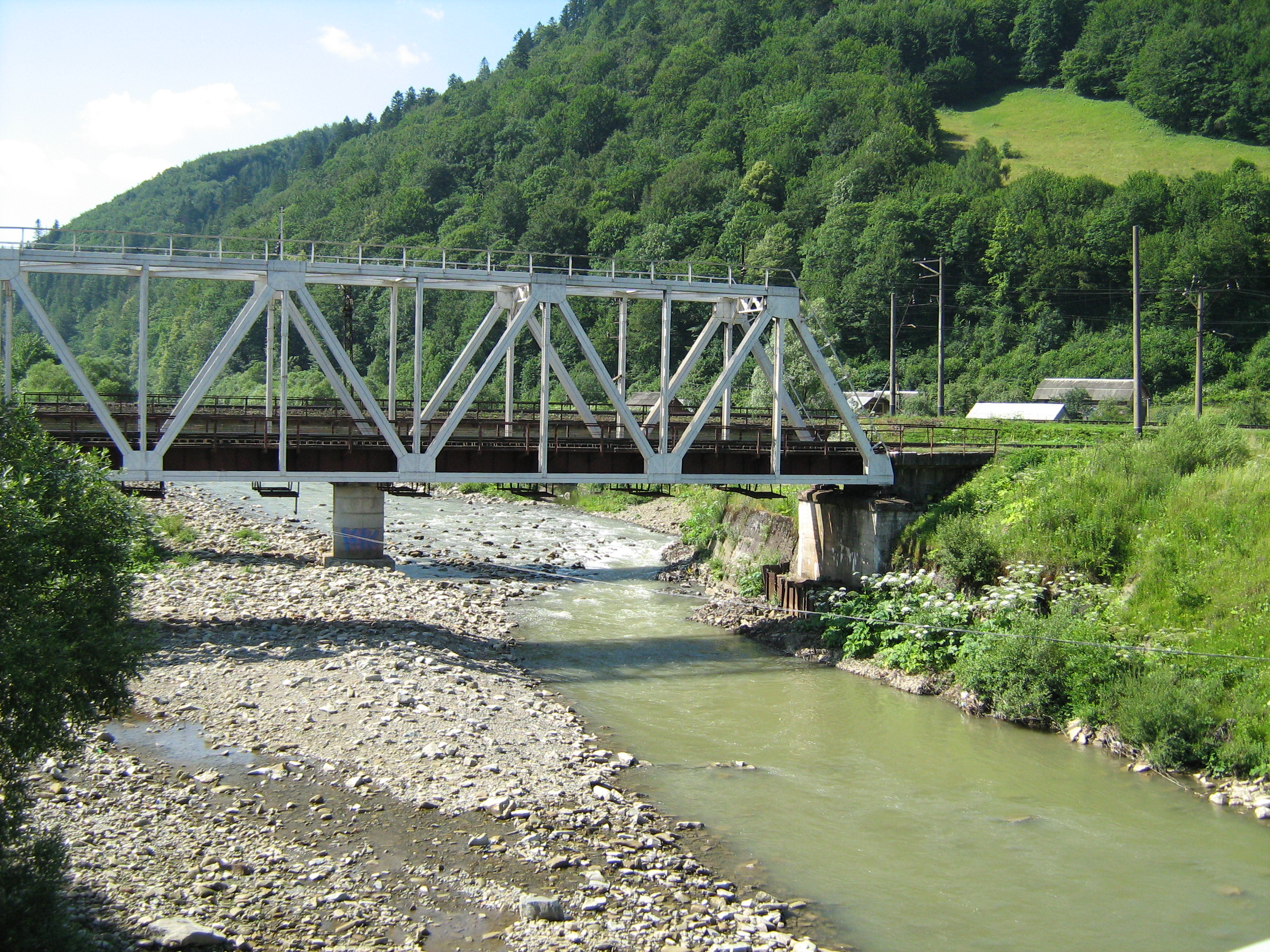
Залізничний міст у Гребенові.